# Colotis mananhari
Colotis mananhari is een vlindersoort uit de familie van de Pieridae (witjes), onderfamilie Pierinae.
Colotis mananhari werd in 1870 beschreven door Ward.